# N644 (België)
De N644 is een gewestweg in de Belgische provincie Luik. De weg verbindt de N677 in Ivoz-Ramet met de N696 in Ombret. De weg heeft een lengte van ongeveer 10 kilometer.

## Plaatsen langs de N644
- Ivoz-Ramet
- Ramouil
- Clermont-sous-Huy
- Hermalle-sous-Huy
- Ombret

## N644a
De N644a is een verbindingsweg in Ivoz-Ramet tussen de N644 en de N677/N90. De route heeft een lengte van ongeveer 200 meter.